# Region Europa und Afrika (Junior League Baseball World Series)
Die Region Europa und Afrika ist eine der fünf internationalen Regionen welche Teilnehmer an die Junior League Baseball World Series entsendeten. In den Jahren 1990 bis 2003 hieß die Region noch Europa. Durch die Umstrukturierung im Jahre 2004 wurde die Region neu als Region Europa, Afrika und Mittlerer Osten organisiert. Im Jahr 2013 wurde der Name einheitlich zu den anderen Altersklassen in Europa und Afrika geändert.

## Teilnehmende Staaten
Folgende Staaten sind in dieser Region organisiert:
- Belgien
- Bulgarien
- Deutschland /  Deutschland (US)
- Frankreich
- Irland
- Italien
- Jordanien
- Litauen
- Moldau
- Niederlande
- Österreich
- Polen
- Rumänien
- Schweden
- Slowenien
- Spanien
- Südafrika
- Tschechien
- Ukraine
- Ungarn
- Vereinigtes Königreich /  England
- Belarus

## Europa

### Resultate an den Junior League World Series
| Jahr | Mannschaft    | Stadt          | Klassierung  | W-L |
| ---- | ------------- | -------------- | ------------ | --- |
| 1990 | KMC LL        | Kaiserslautern |              |     |
| 1991 |               |                |              |     |
| 1992 |               |                |              |     |
| 1993 |               |                |              |     |
| 1994 |               |                |              |     |
| 1995 |               |                |              |     |
| 1996 |               |                |              |     |
| 1997 |               |                |              |     |
| 1998 |               |                |              |     |
| 1999 |               |                |              |     |
| 2000 |               |                |              |     |
| 2001 | Kutno LL      | Kutno          | Gruppenphase | 0–3 |
| 2002 | Kutno West LL | Kutno          | Int. Finale  | 2–2 |
| 2003 | Khorvino LL   | Moskau         | Gruppenphase | 1–2 |

## Europa und Afrika

### Regionale Meisterschaften
Die jeweiligen Gewinner sind grün markiert.

#### A–O
| Jahr | Belgien                       | Bulgarien          | Deutschland / Deutschland (US)                                                    | Frankreich                                   | Irland          | Italien                                        | Jordanien         | Litauen            | Moldawien         | Niederlande                            | Österreich           |
| ---- | ----------------------------- | ------------------ | --------------------------------------------------------------------------------- | -------------------------------------------- | --------------- | ---------------------------------------------- | ----------------- | ------------------ | ----------------- | -------------------------------------- | -------------------- |
| 2004 | Shape LL/Waterloo LL Waterloo | Dupniza LL Dupniza | Ramstein/Vogelweh American LL Ramstein                                            | Languedoc-Roussillon LL Languedoc-Roussillon | Kein Teilnehmer | Naples LL Neapel                               | Kein Teilnehmer   | Vilnius LL Vilnius | Kvint LL Tiraspol | Rotterdam LL/Rijnmond LL Rotterdam     | Kein Teilnehmer      |
| 2005 | Brussels/Shape LL Brüssel     | Kein Teilnehmer    | Ramstein/Vogelweh American LL Ramstein                                            | Kein Teilnehmer                              | Kein Teilnehmer | Kein Teilnehmer                                | Amman LL Amman    | Vilnius LL Vilnius | Kvint LL Tiraspol | Rotterdam LL/Rijnmond LL Rotterdam     | AIBC LL Wien         |
| 2006 | Brussels/Shape LL Brüssel     | Kein Teilnehmer    | Ramstein LL Ramstein                                                              | Kein Teilnehmer                              | Kein Teilnehmer | Naples LL Neapel                               | Kein Teilnehmer   | Vilnius LL Vilnius | Kvint LL Tiraspol | Hoofddorp/Haarlem LL Hoofddorp/Haarlem | Kein Teilnehmer      |
| 2007 | Waterloo/Shape LL Waterloo    | Kein Teilnehmer    | Ramstein American LL Ramstein                                                     | Kein Teilnehmer                              | Kein Teilnehmer | Friuli Venezia Giulia LL Gorizia               | Kein Teilnehmer   | Vilnius LL Vilnius | Kvint LL Tiraspol | Groningen LL Groningen                 | Kein Teilnehmer      |
| 2008 | Kein Teilnehmer               | Dupniza LL Dupniza | KMC American LL Ramstein                                                          | Kein Teilnehmer                              | Kein Teilnehmer | Friuli Venezia Giulia LL Friuli Venezia Giulia | Kein Teilnehmer   | Vilnius LL Vilnius | Kvint LL Tiraspol | Utrecht/Lelystad LL Utrecht            | Kein Teilnehmer      |
| 2009 | Kein Teilnehmer               | Kein Teilnehmer    | Hessen LL Hessen Stuttgart American LL/Vilseck American LL/Wiesbaden LL Stuttgart | Kein Teilnehmer                              | Kein Teilnehmer | Friuli Venezia Giulia LL Friuli Venezia Giulia | Kein Teilnehmer   | Vilnius LL Vilnius | Kein Teilnehmer   | Drachten LL Drachten                   | Kein Teilnehmer      |
| 2010 | Kein Teilnehmer               | Dupniza LL Dupniza | Ramstein AFB LL Ramstein                                                          | Kein Teilnehmer                              | Kein Teilnehmer | Naples LL Neapel Lazio LL Lazio                | Ireland LL Dublin | Vilnius LL Vilnius | Kvint LL Tiraspol | Noord Holland LL Alkmaar               | Kein Teilnehmer      |
| 2011 | Kein Teilnehmer               | Kein Teilnehmer    | KMC American LL Ramstein                                                          | Kein Teilnehmer                              | Kein Teilnehmer | Emilia LL Emilia                               | Kein Teilnehmer   | Vilnius LL Vilnius | Kein Teilnehmer   | Oost-Nederland LL Hengelo              | Kein Teilnehmer      |
| 2012 | Kein Teilnehmer               | Kein Teilnehmer    | Baden-Württemberg LL Mannheim KMC American LL Ramstein                            | Kein Teilnehmer                              | Kein Teilnehmer | Lazio LL Lazio                                 | Kein Teilnehmer   | Vilnius LL Vilnius | Kvint LL Tiraspol | Rotterdam LL Rotterdam                 | Kein Teilnehmer      |
| 2013 | Kein Teilnehmer               | Kein Teilnehmer    | Baden-Württemberg LL Mannheim KMC American LL Ramstein                            | Kein Teilnehmer                              | Kein Teilnehmer | Emilia Romagna LL Bologna                      | Kein Teilnehmer   | Vilnius LL Vilnius | Kvint LL Tiraspol | Noord Holland LL Alkmaar               | Kein Teilnehmer      |
| 2014 | Kein Teilnehmer               | Kein Teilnehmer    | Hessen LL Hessen KMC American LL Ramstein                                         | Kein Teilnehmer                              | Kein Teilnehmer | Lazio LL Lazio                                 | Kein Teilnehmer   | Kaunas LL Kaunas   | Kein Teilnehmer   | Rotterdam LL Rotterdam                 | East Austria LL Wien |

#### P–Z
| Jahr | Polen                                         | Rumänien                                 | Schweden             | Slowenien              | Spanien         | Südafrika                      | Tschechien                | Ukraine                        | Ungarn                                                         | Vereinigtes Königreich / England | Belarus              |
| ---- | --------------------------------------------- | ---------------------------------------- | -------------------- | ---------------------- | --------------- | ------------------------------ | ------------------------- | ------------------------------ | -------------------------------------------------------------- | -------------------------------- | -------------------- |
| 2004 | Kein Teilnehmer                               | Kein Teilnehmer                          | Kein Teilnehmer      | Kein Teilnehmer        | Kein Teilnehmer | Kein Teilnehmer                | Kein Teilnehmer           | Kein Teilnehmer                | Kein Teilnehmer                                                | London Area Youth LL London      | Brest Zubrs LL Brest |
| 2005 | Kutno LL Kutno                                | Kein Teilnehmer                          | Kein Teilnehmer      | Ljubljana LL Ljubljana | Kein Teilnehmer | Kein Teilnehmer                | Kein Teilnehmer           | Nove Celo LL Kirowohrad        | Kein Teilnehmer                                                | Kein Teilnehmer                  | Brest Zubrs LL Brest |
| 2006 | Kein Teilnehmer                               | Kein Teilnehmer                          | Kein Teilnehmer      | Ljubljana LL Ljubljana | Rota LL Rota    | Kein Teilnehmer                | Kein Teilnehmer           | Kein Teilnehmer                | Kein Teilnehmer                                                | London Area Youth LL London      | Brest Zubrs LL Brest |
| 2007 | Comets Mazowsze LL Czernikowo                 | Kein Teilnehmer                          | Kein Teilnehmer      | Kein Teilnehmer        | Kein Teilnehmer | Kein Teilnehmer                | Kein Teilnehmer           | Kirowohrad/Rivne LL Kirowohrad | Kein Teilnehmer                                                | London Area Youth LL London      | Brest Zubrs LL Brest |
| 2008 | Kutno LL Kutno                                | Kein Teilnehmer                          | Kein Teilnehmer      | Kein Teilnehmer        | Kein Teilnehmer | Kein Teilnehmer                | Kein Teilnehmer           | Kein Teilnehmer                | Kein Teilnehmer                                                | London Area Youth LL London      | Brest Zubrs LL Brest |
| 2009 | Gepardy Zory LL/Jastrzebie LL/Rybnik LL Śląsk | Kein Teilnehmer                          | Ostsvenska LL Tranås | Kein Teilnehmer        | Kein Teilnehmer | Kein Teilnehmer                | Kein Teilnehmer           | Kein Teilnehmer                | Kein Teilnehmer                                                | Kein Teilnehmer                  | Brest Zubrs LL Brest |
| 2010 | Zory/Rybnik/Jastrzebie LL Śląsk               | Kein Teilnehmer                          | Kein Teilnehmer      | Kein Teilnehmer        | Kein Teilnehmer | KwaZulu-Natal LL KwaZulu-Natal | Jihomoravský kraj LL Brno | Kirowohrad/Rivne LL Kirowohrad | Kein Teilnehmer                                                | Kein Teilnehmer                  | Brest Zubrs LL Brest |
| 2011 | Zory/Rybnik/Jastrzebie LL Śląsk               | Kein Teilnehmer                          | Kein Teilnehmer      | Kein Teilnehmer        | Kein Teilnehmer | KwaZulu-Natal LL KwaZulu-Natal | Jihomoravský kraj LL Brno | Kein Teilnehmer                | Kein Teilnehmer                                                | London Area Youth LL London      | Kein Teilnehmer      |
| 2012 | Śląsk LL Śląsk                                | Kein Teilnehmer                          | Kein Teilnehmer      | Kein Teilnehmer        | Kein Teilnehmer | Kein Teilnehmer                | Jihomoravský kraj LL Brno | Kein Teilnehmer                | MOBSSZ Debrecen/Janossomorja LL Budapest/Debrecen/Jánossomorja | London Area Youth LL London      | Brest Zubrs LL Brest |
| 2013 | BUKS Gepardy Zory/Laura Rybni LL Żory/Rybnik  | Club Sportiv Scolar Călărași LL Călărași | Kein Teilnehmer      | Kein Teilnehmer        | Kein Teilnehmer | Kein Teilnehmer                | Jihomoravský kraj LL Brno | Kein Teilnehmer                | MOBSSZ Debrecen/Janossomorja LL Budapest/Debrecen/Jánossomorja | London Area Youth LL London      | Brest Zubrs LL Brest |
| 2014 | Śląsk LL Żory/Rybnik                          | Kein Teilnehmer                          | Kein Teilnehmer      | Kein Teilnehmer        | Kein Teilnehmer | Kein Teilnehmer                | Jihomoravský kraj LL Brno | Kein Teilnehmer                | Kein Teilnehmer                                                | London LL London                 | Brest Zubrs LL Brest |

### Resultate an den Junior League World Series

#### Nach Jahr
| Jahr | Mannschaft               | Stadt                 | Klassierung  | W-L |
| ---- | ------------------------ | --------------------- | ------------ | --- |
| 2004 | Shape LL/Waterloo LL     | Waterloo              | Gruppenphase | 1–3 |
| 2005 | Rotterdam LL/Rijnmond LL | Rotterdam             | Gruppenphase | 0–4 |
| 2006 | Ramstein LL              | Ramstein              | Gruppenphase | 1–3 |
| 2007 | Kirowohrad/Rivne LL      | Kirowohrad            | Gruppenphase | 0–4 |
| 2008 | London Area Youth LL     | London                | Gruppenphase | 0–4 |
| 2009 | Friuli Venezia Giulia LL | Friuli Venezia Giulia | Gruppenphase | 1–3 |
| 2010 | Kirowohrad/Rivne LL      | Kirowohrad            | Gruppenphase | 1–3 |
| 2011 | Emilia LL                | Emilia                | Gruppenphase | 1–3 |
| 2012 | Lazio LL                 | Lazio                 | Gruppenphase | 1–3 |
| 2013 | Jihomoravský kraj LL     | Brno                  | Gruppenphase | 1–3 |
| 2014 | Jihomoravský kraj LL     | Brno                  | Gruppenphase | 0–4 |

 Stand nach den Junior League World Series 2014

#### Nach Staat
| Staat                            | Europa-Afrika Meisterschaften | Welt- meisterschaften | W-L an den JLWS | %    |
| -------------------------------- | ----------------------------- | --------------------- | --------------- | ---- |
| Italien                          | 3                             | 0                     | 3–9             | .250 |
| Ukraine                          | 2                             | 0                     | 1–7             | .125 |
| Tschechien                       | 2                             | 0                     | 1–7             | .125 |
| Belgien                          | 1                             | 0                     | 1–3             | .250 |
| Deutschland / Deutschland (US)   | 1                             | 0                     | 1–3             | .250 |
| Niederlande                      | 1                             | 0                     | 0–4             | .000 |
| Vereinigtes Königreich / England | 1                             | 0                     | 0–4             | .000 |
| Bulgarien                        | 0                             | 0                     | 0–0             | –    |
| Frankreich                       | 0                             | 0                     | 0–0             | –    |
| Irland                           | 0                             | 0                     | 0–0             | –    |
| Jordanien                        | 0                             | 0                     | 0–0             | –    |
| Litauen                          | 0                             | 0                     | 0–0             | –    |
| Moldau                           | 0                             | 0                     | 0–0             | –    |
| Österreich                       | 0                             | 0                     | 0–0             | –    |
| Polen                            | 0                             | 0                     | 0–0             | –    |
| Rumänien                         | 0                             | 0                     | 0–0             | –    |
| Schweden                         | 0                             | 0                     | 0–0             | –    |
| Slowenien                        | 0                             | 0                     | 0–0             | –    |
| Spanien                          | 0                             | 0                     | 0–0             | –    |
| Südafrika                        | 0                             | 0                     | 0–0             | –    |
| Ungarn                           | 0                             | 0                     | 0–0             | –    |
| Belarus                          | 0                             | 0                     | 0–0             | –    |
| Total                            | 11                            | 0                     | 7–37            | .159 |

 Stand nach den Junior League World Series 2014